# Elektriciteitcentrale Vouvry
Elektriciteitcentrale Vouvry ((fr)  Centrale Thermique de Vouvry, (de)  Wärmekraftwerk Chavalon) is een stilgelegde oliecentrale in Vouvry in kanton Wallis bij Meer van Genève in het Rhônedal.
De centrale is in 1965 gebouwd. De stookolie kwam van de in het dal nabijgelegen Collombey-raffinaderij. In 1999 is de centrale buiten werking gesteld.
De centrale ligt op een plateau van een berghelling dicht bij de Franse grens. De 120 meter hoge schoorsteen is vanaf de Autobahn A9 tussen Montreux en Martigny goed zichtbaar.
Het was in 1970 de enige thermische centrale in Zwitserland. Men dacht toen over te gaan op meer kernenergie met een tweede reactor bij kerncentrale Beznau. In 2021 lag het anders en ziet Zwitserland meer in het gebruik van waterkracht.
In 2022 wordt de Chavalon-site opnieuw genoemd om een mogelijk elektriciteitstekort in Zwitserland te voorkomen. Er bestaan al langer plannen voor de bouw van een gascentrale van 400 MW op deze plek van de buiten gebruik gestelde oliecentrale.
| blok   | brandstof | vermogen | ingebruikname | stillegging | status         |
| ------ | --------- | -------- | ------------- | ----------- | -------------- |
| blok 1 | stookolie | 142 MW   | 1965          | 1999        | buiten gebruik |
| blok 2 | stookolie | 142 MW   | 1965          | 1999        | buiten gebruik |

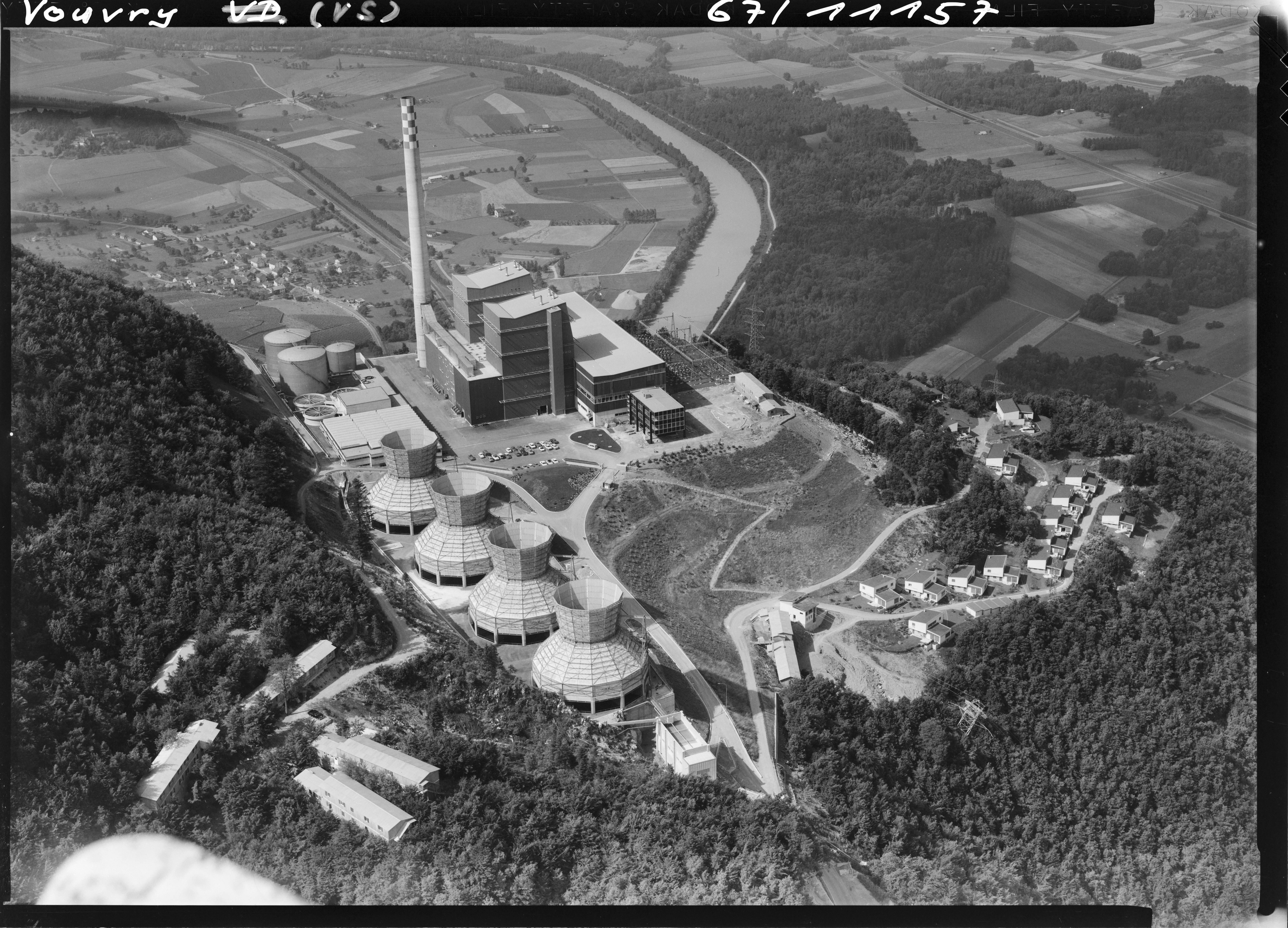
de centrale in 1967
schema van de centrale
plattegrond
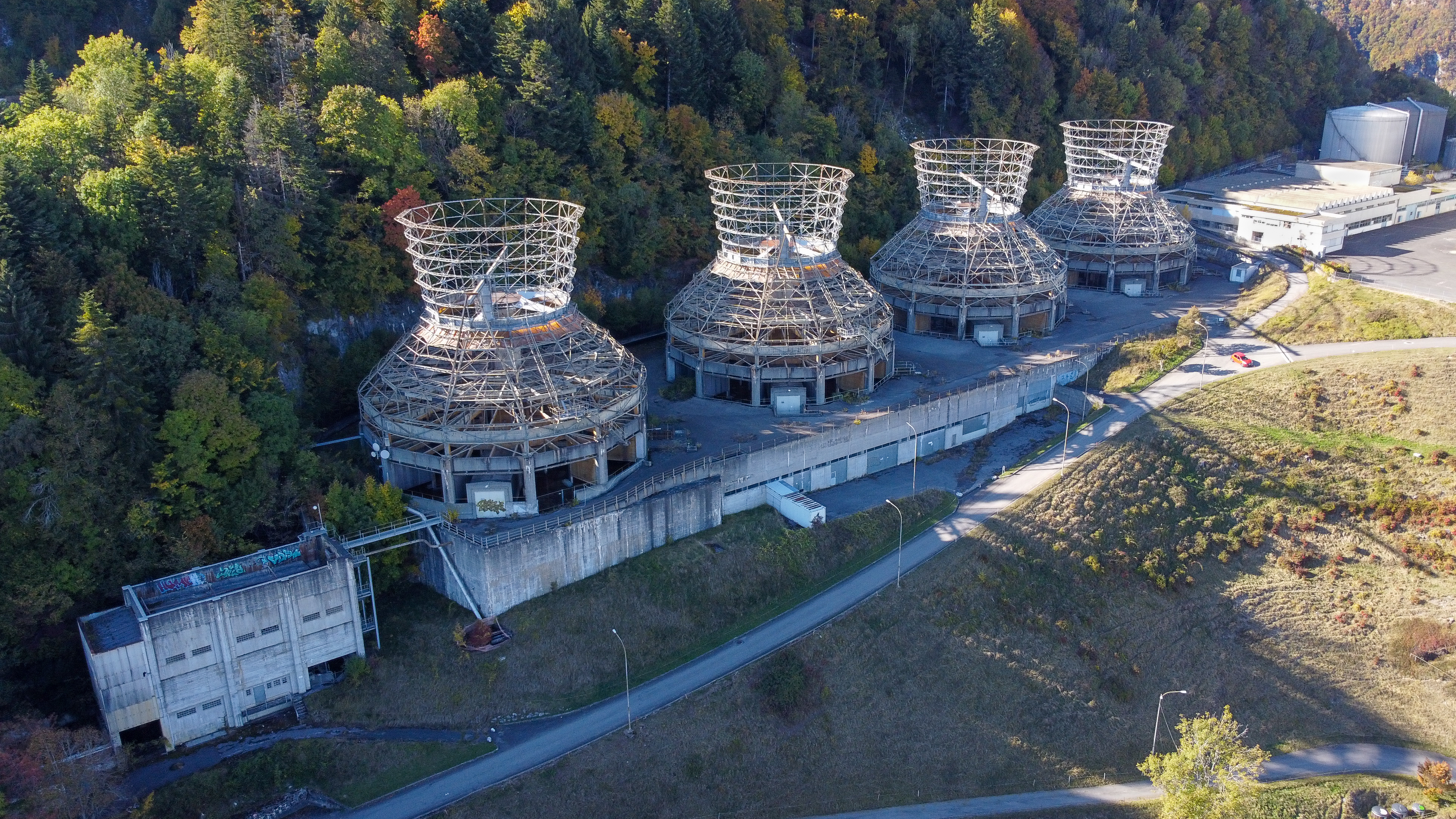
vier koeltorens in 2021